# Lista de campeãs do carnaval de Cabo Frio
Lista de campeãs do Carnaval de Cabo Frio.

## Grupo Especial
| Ano                          | Campeã               | Ref.        |
| ---------------------------- | -------------------- | ----------- |
| 2008                         | Antiga Abissínia     | [ 1 ] [ 2 ] |
| 2009                         | Império de Cabo Frio | [ 3 ]       |
| 2010                         | Flor da Passagem     | [ 4 ] [ 5 ] |
| 2011                         | Flor da Passagem     | [ 6 ]       |
| 2012                         | Em Cima da Hora      | [ 7 ] [ 8 ] |
| Em 2013 não ocorreu desfile. |                      |             |
| 2014                         | Em Cima da Hora      |             |
| 2015                         |                      |             |
| 2016                         | Não houve desfiles   | [ 10 ]      |

## Grupo de acesso
| Ano                          | Campeã              | Ref.        |
| ---------------------------- | ------------------- | ----------- |
| 2008                         | Unidos do Valão     | [ 1 ] [ 2 ] |
| 2009                         | Sol a Sol           | [ 3 ]       |
| 2010                         | Unidos da Esperança | [ 4 ] [ 5 ] |
| 2011                         | União dos Bairros   | [ 6 ]       |
| 2012                         | Vermelho e Branco   | [ 7 ] [ 8 ] |
| Em 2013 não ocorreu desfile. |                     |             |
| 2014                         | Jardim Esperança    |             |
| 2015                         |                     |             |
| 2016                         | Não houve desfiles  | [ 10 ]      |

## Edição de 2010

### Grupo Especial
| Pos | Escolas              | Pts   | Classificação ou rebaixamento | Ref    |
| --- | -------------------- | ----- | ----------------------------- | ------ |
| 1   | Flor da Passagem     | 198.9 | Campeã de 2010                | [ 11 ] |
| 2   | Em Cima da Hora      | 198.8 |                               | [ 11 ] |
| 3   | Paz e Harmonia       | 197.1 | [ 11 ]                        |        |
| 4   | Império de Cabo Frio | 196.7 | [ 11 ]                        |        |
| 5   | Sol a Sol            | 195.9 | [ 11 ]                        |        |
| 6   | Antiga Abissínia     | 195.0 | [ 11 ]                        |        |
| 7   | Vermelho e Branco    | 194.3 | Grupo de acesso em 2011       | [ 11 ] |

### Grupo de acesso
| Pos | Escolas               | Pts   | Classificação ou rebaixamento    | Ref    |
| --- | --------------------- | ----- | -------------------------------- | ------ |
| 1   | Unidos da Esperança   | 199   | Grupo Especial em 2011           | [ 11 ] |
| 2   | Acadêmicos de Tamoios | 198.2 |                                  | [ 11 ] |
| 3   | Renascer de Cabo Frio | 197.3 | [ 11 ]                           |        |
| 4   | União dos Bairros     | 196.5 | [ 11 ]                           |        |
| 5   | Aquarius              | 196   | [ 11 ]                           |        |
| 6   | Arrastão da GB        | 193.1 | Escolas que não desfilam em 2011 | [ 11 ] |
| 7   | Cabeçorra             | 193.1 | Escolas que não desfilam em 2011 | [ 11 ] |